# 나다 (래퍼)
윤예진(尹禮珍, 1991년 5월 24일 ~ )은 예명 나다(Nada)로 알려진 대한민국의 래퍼이다. 걸그룹 와썹의 일원이기도 하다. 예명 '나다'는 "나는 나 다." 할 때의 '나 다'에서 유래한다.

## 학력
- 선화예술고등학교 미술과 (중퇴)
- 고등학교 졸업학력 검정고시 (합격)
- 백제예술대학교 방송연예과 (중퇴)

## 음반 목록

### 믹스 테잎
- Homework (2016)

| # | 곡명                      |
| - | ------------------------- |
| 1 | 홈워크 (Homework)         |
| 2 | 뺏지 (Take it)            |
| 3 | 동네누나 (Hood Sister)    |
| 4 | 성에 차 (Enough)          |
| 5 | 왜요(Why) (feat.진준왕)   |
| 6 | 가진듯이 (Like I have it) |

## 출연 작품

### 텔레비전 프로그램
- mnet《언프리티 랩스타 3》 (2016) - 참가자
- sbs《골 때리는 그녀들》 (2024) - fc스트리밍퍼이터 선수